# Ekeborg
Ekeborg är en småort i Höörs socken i Höörs kommun i Skåne län.
Ekeborg var ursprungligen en vägförening som bildades 1974 och är sedan den 20 december 1993 en samfällighetsförening som ansvarar för väg, vatten, avlopp, belysning och skötsel av grönområdena inom den 15 hektar stora samfälligheten. 3,1 hektar utgörs av ängar och totala antalet vägar inom området är 2004 m.